# TriXstar

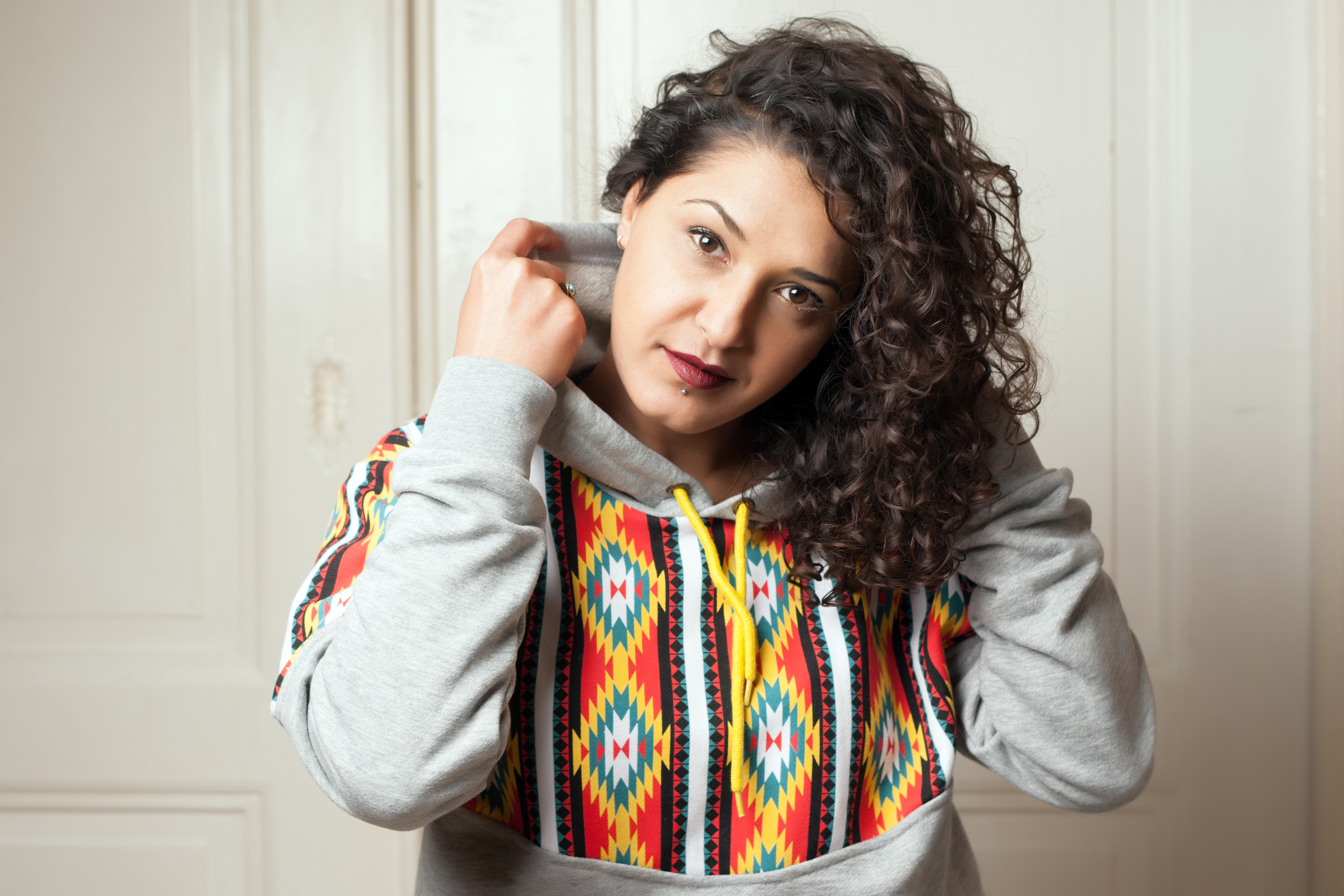
Press photo of TriXstar (2020)

Ima Ghafouri (* 23. Mai 1984 in Schiras, Iran), bekannt als TriXstar, ist eine deutsch-iranische Reggae- und Dancehall-Sängerin. Auf Grund ihrer iranischen Herkunft und den damit verbundenen Stigmen kokettiert sie mit den Zusätzen „Dancehall Terrorist“ und „Terrorist of Love“.

## Werdegang
Mit 15 Jahren begann TriXstar Musik zu machen und ihre Stimme zu entdecken. In den Anfängen startete sie mit Hip-Hop, begann aber schon kurz darauf als MC über Drum and Bass zu performen, bevor sie ihre Liebe zu Dancehall entdeckte.
Erste Veröffentlichungen folgten ab 2008, jedoch erst ihre Unterstützung für das junge Wiener Modelabel „Conscious Clothings“ öffnete ihr die Tür zur Wiener Reggaeszene. Es folgten Produktionen und Veröffentlichungen mit Bassrunner und Irievibrations Records, durch die TriXstar erstmals überregional wahrgenommen wurde. 2012 folgten weitere Veröffentlichungen in Zusammenarbeit mit Jugglerz und Boomrush Productions. Nachdem TriXstar die ersten Jahre primär im Dancehall zuhause war, finden sich ab 2013 zunehmend auch klassische Reggae und Rocksteady Produktionen in ihrem Repertoire. In den folgenden Jahren tourte sie durch Europa und spielte u. a. auf den Festivals Reggae Jam, Summerjam, Reggae Geel, Afrika Tage Wien, Overjam Reggae Festival und Juicy Beats.
Seit 2018 ist TriXstar im Management von Boomrush Productions und spielt ihre Konzerte seither ausschließlich gemeinsam mit Boomrush Backup.
Gesanglich hat TriXstar einen Stil entwickelt, der sich zwischen den jamaikanischen Traditionen der Deejays und der Singjays befindet. Mit ihrer leicht rauen, tiefen Alt-Stimme entwickelt sie dabei eingängige Melodien und Harmonien, die eine besondere, eigene Note haben und sich von anderen Reggaeproduktionen abheben. Die Musik ist dabei überwiegend Reggae und Dancehall, jedoch scheut sich TriXstar nicht auch mal die Genregrenzen zu verlassen und darüber hinaus zu gehen.
In ihren Texten hat TriXstar durchweg positive Inhalte. Auch wenn ihre Lieder auf den ersten Blick von den verschiedenen Facetten des „Suchen und Finden der Liebe“ zu handeln scheinen, so steckt bei näherer Betrachtung doch weit mehr dahinter. Ähnlich wie Bob Marley „Emancipate yourself from mental slavery“ sang um die afrikanisch-stämmigen Jamaikaner daran erinnern, dass sie stolz auf ihre Kultur und ihre Hautfarbe sein können und sich nicht länger gesellschaftlich unterordnen müssen, finden sich bei TriXstar oft passagen wie „Rise up and shine“, mit denen sie sich an Jene richtet, die sich gesellschaftlich und persönlich missbraucht, gedemütigt und geschunden fühlen und bestärkt sie darin für ihre Rechte einzustehen und über sich hinaus zu wachsen. Dies richtet sie auch stark an Frauen, um sie zu bekräftigen aus vermeintlichen genderspezifischen Rollen auszubrechen und als starkes Mitglied der Gesellschaft ihr Potenzial auszuschöpfen.
Neben der Musik engagiert sich TriXstar im sozialen Bereich, in der Flüchtlingsarbeit und steht für Frauenrechte ein.

## Diskographie
Alben
- #TrixStylez (2020)

EPs
- New Era (2013)

Singles (Auswahl)
- Old Fashion Love (2019)
- Cyant Get (mit Skarra Mucci) (2018)
- Long Road (2017)
- Walk this Way (2017)
- Love Nuh Easy (mit Skarra Mucci) (2016)
- Good Over Evil (mit Perfect Giddimani (2015)
- Don’t Worry (2015)
- Believe (2015)
- Stand Up (mit Getaway Crew) {2015)
- Wha Do Dem (2013)
- Love Shine (2012)
- Where De Man Dem (2012)
- New Era (2012)
- Beautiful Day (2011)
- Blazin Fire (2011)